# Characidium gomesi
Characidium gomesi és una espècie de peix de la família dels crenúquids i de l'ordre dels caraciformes.

## Morfologia
- Els mascles poden assolir 6,5 cm de llargària total.[5]

## Hàbitat
Viu en zones de clima subtropical.

## Distribució geogràfica
Es troba a Sud-amèrica: rius Grande, Tietê i Paranapanema a la conca del riu Paranà al Brasil.